# Покушение на Гарри Трумэна
Покушение на президента США Гарри Трумэна произошло 1 ноября 1950 года в Вашингтоне.Было совершено двумя националистами из Пуэрто-Рико.

## Предпосылки

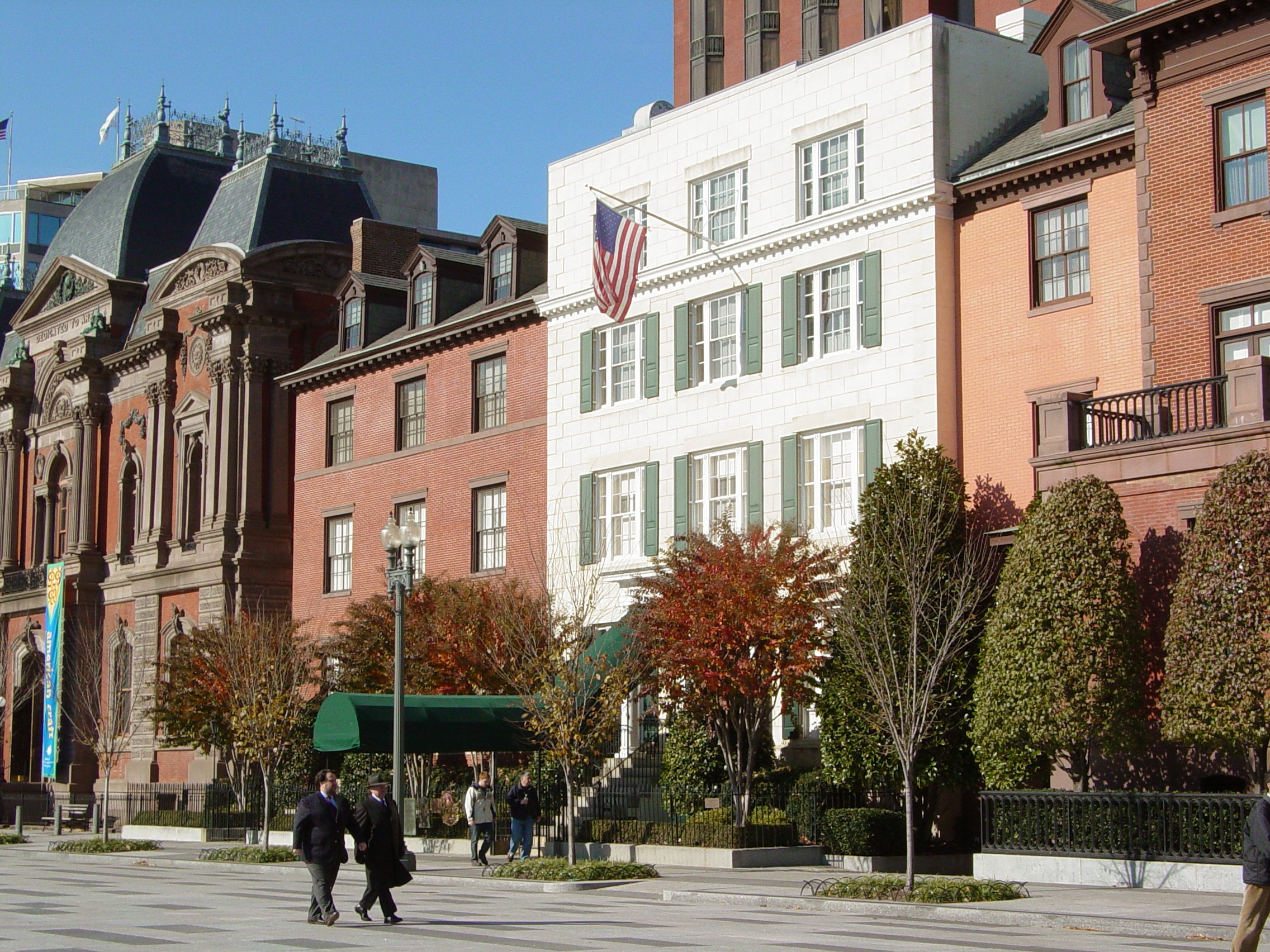
Дом, в котором пытались убить Трумэна

В конце XIX века в результате войны с Испанией США колонизовали Пуэрто-Рико. После Второй мировой войны на острове развернулась борьба за независимость. На острове тем временем произошло восстание, которое было подавлено, а его лидер арестован. Двое пуэрториканцев, соратников заключенного лидера восстания, решили убить тогдашнего президента США, Гарри Трумэна. Это были Оскар Кольясо (исп. Óscar Collazo) и Гриселио Торресола (исп. Griselio Torresola).

## План покушения
Осенью 1950 года в Белом доме проходил капитальный ремонт, и Трумэн жил в своих апартаментах на Пенсильвания Авеню. Видимо, посчитав, что Блэр-Хаус атаковать проще, Гриселио Торресола (19 июля 1925 — 1 ноября 1950) и его партнер Оскар Кольясо (20 января 1914 — 21 февраля 1994), прибыв 30 октября 1950 года из Нью-Йорка в Вашингтон, раздобыли пистолеты Walther P38 и Luger P08 и направились к дому Трумэна утром 1 ноября 1950 года.

## Покушение
Гриселио Торресола проник на территорию резиденции с западной стороны, а Оскар Кольясо — с восточной. Они находились на расстоянии около 25-30 метров друг от друга. Он подошел со спины к сотруднику охраны Дональду Бедзеллу, стоявшему у восточного входа в Блер-Хаус, и попытался выстрелить в него, однако Бедзелл в последний момент по неизвестной причине обернулся и заметил, что в него целится неизвестный человек из пистолета Walther P38. Расстояние составляло около 8 метров.
Согласно инструкции, он применил отвлекающий приём, отпрыгнув в сторону трамвайных путей, чтобы не допустить попадания пули в президента. В ту же секунду Кольясо осуществил выстрел, в результате чего Бедзелл был ранен в правое колено и упал у трамвайных путей. Но тем временем другой агент, Винсент Мроз, выбежал на звуки выстрелов из здания и незамедлительно открыл огонь по нападающему из своего табельного револьвера 38 калибра. К перестрелке с Кольясо через несколько секунд также присоединились ещё два прибежавшие на звуки выстрелов агента.
В результате перестрелки, продолжавшейся 38 секунд, агент Винсент Мроз сумел обезвредить Оскара Кольясо, ранив его в грудь, когда тот перезаряжал свой пистолет, в результате чего преступник упал на землю и потерял сознание.
В то же время в западной части Блэр-Хауса Гриселио Торресола с расстояния в 10 метров открыл огонь из пистолета Luger P08 по агенту секретной службы Джозефу Даунсу, находившемуся у караульной будки. Даунс в течение 5 секунд был ранен в шею и спину, но в последний момент успел забежать обратно в здание через западный вход, заперев за собой металлическую дверь на ключ, полностью отрезав Торресолу от возможности проникнуть в здание. Дональд Бедзел, находящийся всего в 10 метрах восточнее второго нападавшего и уже ведущий перестрелку с Оскаром Кольясо, попытался открыть ответный огонь и по второму нападавшему, но Торресола среагировал быстрее и ранил агента во вторую ногу, после чего Берзел потерял сознание.
В этот момент один из агентов заметил, что Трумэн подошёл к окну. «Назад, мистер президент!» — крикнул охранник. Трумэн отошёл вглубь комнаты.
В это же время из охранной будки выбежал агент Лесли Коффелт, вооружённый помповым ружьем 12 калибра, и незамедлительно вступил в перестрелку с Торесолой. Всего за 15 секунд нападавший трижды ранил Коффелта в грудь и живот, однако, теряя сознание, Коффелт выстрелил в преступнику в голову и убил его на месте. Сам Лесли Коффелт умер через четыре часа после Торресолы в больнице, не приходя в создание.

## После покушения
Покушение продлилось всего около 40 секунд. Кольясо успел выстрелить 8 раз (лишь одна пуля попала в человека). Торресола — 6 (все пули попали в людей). Были убиты один из нападавших и агент секретной службы. Ранен второй нападавший и два агента секретной службы.
Это был первый случай смерти агента секретной службы США, застреленного при исполнении служебных обязанностей, а также первый случай, когда на президента США покушались в его же резиденции.
Комиссия, ведущая расследование обстоятельств покушения, позже пришла к выводу, что шанс нападавших проникнуть в здание был ничтожен — резиденция окружена несколькими кольцами охраны, а нападавшие не смогли проникнуть и за первое кольцо. Напротив резиденции располагалось здание, в котором сидел охранник. Его задачей было уничтожить любого неизвестного, кто попытается проникнуть внутрь. Внутри же здания было по крайней мере 10 человек, один из которых дежурил у входа с автоматом. Для проникновения к президенту нападавшим пришлось бы уничтожить примерно 20 специально обученных охранников.
Это покушение привело к принятию конгрессом нового закона, регламентирующего полномочия Секретной службы по охране президента США. 
Трумэн не придал этому случаю особого значения и уже через несколько часов выступал при открытии монумента на Арлингтоне и вёл себя так, будто ничего не произошло.
На суде Оскар Кольясо заявил, что в покушении участвовал только он с Гриселио Торессолой, а покушение на президента преследовало цель дела свободы своей родины — Пуэрто-Рико. Он не стал требовать для себя помилования и был приговорён к смертной казни на электрическом стуле. В 1952 году Трумэн лично заменил ему казнь пожизненным заключением.
6 сентября 1979 года, уже после смерти Трумэна, президент Джимми Картер амнистировал Оскара Кольясо, который был выпущен из тюрьмы 10 сентября и вернулся в Пуэрто-Рико. После освобождения Кольясо был награждён лидером Кубы Фиделем Кастро за его «борьбу с империализмом», а «Люгер» Гриселио Торресолы находится в музее Президента Трумэна по сей день.